# Harvey Blair
Harvey Antonio Blair (Huddersfield, 14 de septiembre de 2003) es un futbolista británico que juega en la demarcación de delantero para el Portsmouth F. C. de la EFL Championship de Inglaterra.

## Trayectoria
Tras formarse en las categorías inferiores del Manchester United F. C., se marchó al Liverpool F. C. Finalmente el 27 de octubre de 2021 debutó con el primer equipo en un partido de la Copa de la Liga contra el Preston North End F. C. que finalizó con un resultado de 0-2 a favor del Liverpool tras los goles de Takumi Minamino y Divock Origi. Desde entonces estuvo un par de temporadas con varias lesiones y en 2024 realizó la pretemporada con el primer equipo. Una vez inició la campaña se marchó al Portsmouth F. C.

## Clubes
| Club             | País       | Año       | Partidos | Goles |
| ---------------- | ---------- | --------- | -------- | ----- |
| Liverpool F. C.  | Inglaterra | 2021-2024 | 1        | 0     |
| Portsmouth F. C. | Inglaterra | 2024-     | 12       | 1     |